# Nemi megerősítő műtét (férfiból nő)
A férfiból női nemi megerősítő műtét vagy gendermegerősítő műtét (korábban, napjainkban már nem használt kifejezéssel: nemi helyreállító műtét) magában foglalja a férfi nemi szervek átalakítását olyan mértékben, hogy minél jobban hasonuljon a női nemi szervekhez megjelenésével és funkciójával kapcsolatban egyaránt. Bármelyik műtét előtt a páciensek általában hormonpótló terápián (HRT) és – a HRT kezdetétől függően – az arcszőrzet eltávolításán mennek keresztül.

## Története

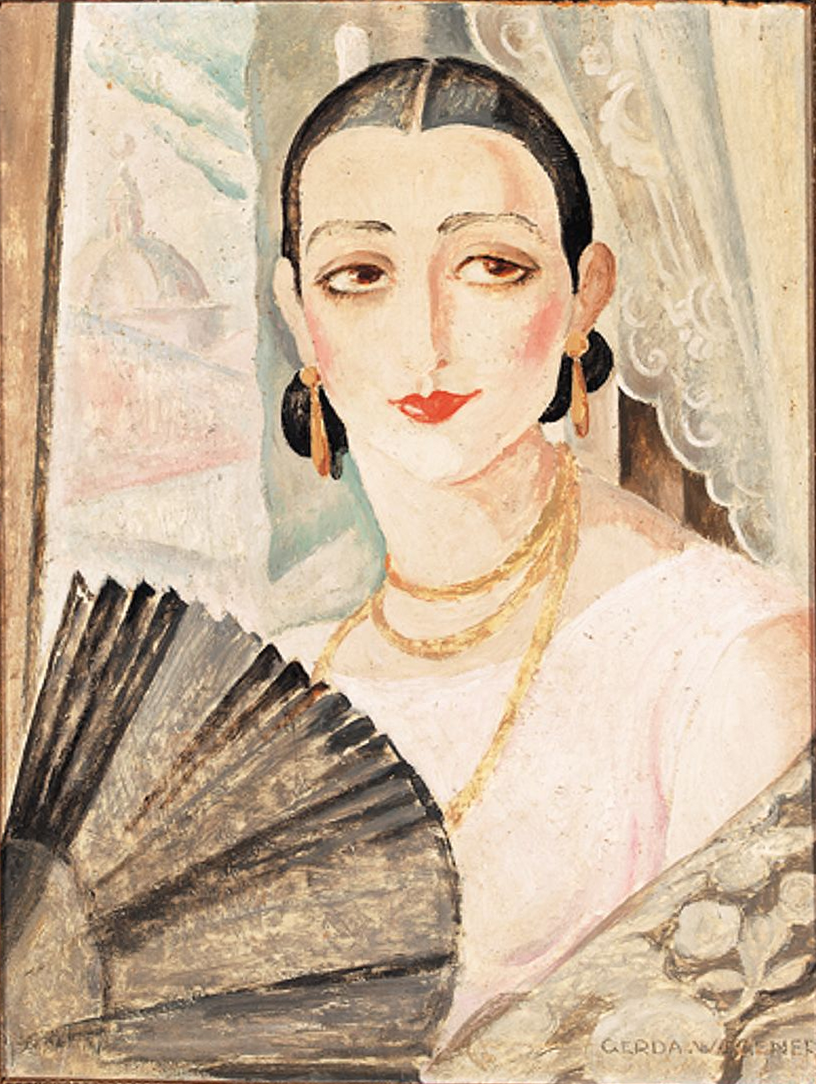
Gerda Wegener: Lili Elbe

Lili Elbe (Einar Wegener) volt az első ismert transznemű személy, aki nemi helyreállító műtéteknek vetette alá magát. Egy év alatt négy műtéten esett át, de az utolsó műtét után három hónappal  meghalt.
Christine Jorgensen műtétjét 1952 végén Dániában végezték. Erős támogatója volt a transznemű emberek jogainak.
Renée Richards egy másik híres személy volt, akin ilyen műtéteket végeztek el. Az 1970-es évek közepén váltott nemet. Támogatta a transznemű emberek elismerését az amerikai sportokban.
Az első férfiból-női nemi helyreállító műtétet az Egyesült Államokban 1966-ban a Johns Hopkins University Medical Centerben végezték. Az első orvos, aki az Egyesült Államokban ezt a beavatkozást elvégezte, Elmer Belt volt, aki ilyen műtéteket az 1960-as évek végéig végzett.
2014-től Kanada megengedte a transznemű embereknek, hogy nyíltan szolgáljanak katonaként. A befogadás politikája azóta is érvényben van.
2017-ben az Egyesült Államok Védelmi Egészségügyi Ügynöksége először hagyta jóvá az aktív szolgálatú amerikai katonai szolgálatban részt vevők nemi helyreállító műtétjeinek kifizetését. Egy gyalogos katonán november 14-én végezték el a műtétet egy magánkórházban, mivel az Egyesült Államok katonai kórházai nem rendelkeztek a szükséges sebészeti szakértelemmel.

## Nemi helyreállító műtét
A pénisz bőrét leválasztják a barlangos testekről, ahogy a makkot ellátó ér-ideg köteget is. Majd a barlangos testet eltávolítják. A makkot megfaragják klitorisznak, és a húgycső fölé helyezik. Átfordítják a pénisz bőrét, majd a végét összevarrják. A húgycső alatt üreget képeznek, oda vezetik be az átfordított bőrt hüvelynek. A herezacskó maradékából pedig szeméremajkakat képeznek (a nagyokat legalábbis). Bőrhiány esetében az ún. szigmabélből is kialakítható a vagina.
A vaginoplasztika esztétikai és funkcionális eredményei nagyban különböznek. A sebészek technikáikban és készségeikben jelentősen eltérnek, a betegek bőrének rugalmassága és gyógyulási képessége változik (ezt befolyásolja az életkor, a táplálkozás, a testmozgás és a dohányzás), a környéken végrehajtott bármilyen műtét befolyásolhatja az eredményeket, a műtét pedig problémákkal bonyolultabb lehet (például fertőzések, vérvesztés vagy idegkárosodások).
A jelenlegi eljárásokkal a transz-nők nem képesek befogadni petefészkeket vagy méhet. Ez azt jelenti, hogy képtelenek gyermekeket szülni vagy menstruálni, és műtétjük után hormonterápiát kell folytatniuk, hogy megőrizzék a nők hormonális állapotát és testi jellemzőit.

## Egyéb kapcsolódó eljárások
Arc-feminizációs műtét
Időnként ezeket az alapvető eljárásokat tovább feminizáló kozmetikai műtétekkel vagy olyan eljárásokkal egészítik ki, amelyek módosítják a csont vagy porc szerkezetét, általában az állkapocs, a homlok, a homlok, az orr és az arc területén. Ezeket arcfeminizációs műtétnek vagy FFS-nek hívják.
Mellnagyobbítás
A mellnagyobbítás a mellek méretének növelése sebészi úton. Néhány transznő úgy dönt, hogy aláveti magát a műtétnek, ha a hormonterápia nem ad kielégítő eredményeket. A transznők tipikus növekedése általában egy-két kosárméret, szorosan abnői rokonok, például az anya vagy a nővére alatt. Az ösztrogén felelős a mell, a csípő és a fenék zsíreloszlásáért, míg a progeszteron felelős a tényleges tejmirigyek fejlődéséért.
Hangfeminizációs műtét
Néhány transznő úgy dönt, hogy hangszálműtétet végeztet magát, amely megváltoztatja az egyén vokális tartományát vagy hangmagasságát. Ez az eljárás azonban magában hordozza a nők hangjának örök károsodásának kockázatát, ahogyan ezt a transznemű közgazdász és szerző Deirdre McCloskey tapasztalta . Mivel önmagában az ösztrogén nem változtatja meg az ember vokális tartományát vagy hangmagasságát, egyesek vállalják a kockázatot, amely a műtéttel jár. Más lehetőségek, például a hangfeminizációs tanfolyamok is rendelkezésre  állnak.
Pajzsporcplasztika
Ezt az eljárást szokták használni, hogy csökkentsék az ádámcsutka méretét.
Fenékplasztika
Néhány transznő úgy dönt, hogy fenéplasztikát csináltat, mivel anatómiailag a férfi csípő és fenék általában kisebb, mint egy nőé. Ha azonban hatékony hormonterápiát hajtanak végre, mielőtt a beteg elhagyta a pubertást, akkor a medence kissé kiszélesedik, és még akkor is, ha az adott személy tizenéves korában túl van, a bőr alatti zsírréteg eloszlik a testben, lágyabb körvonalakat kialakítva. A transznők  derék-csípő aránya körülbelül 0,8.Az ösztrogén terápia alatt a medence kiszélesedik akkor is, ha a csontváz anatómiailag férfias.

## Fordítás
- Ez a szócikk részben vagy egészben a Sex reassignment surgery című angol Wikipédia-szócikk ezen változatának fordításán alapul.  Az eredeti cikk szerkesztőit annak laptörténete sorolja fel. Ez a jelzés csupán a megfogalmazás eredetét és a szerzői jogokat jelzi, nem szolgál a cikkben szereplő információk forrásmegjelöléseként.